# Marian Witalis
Marian Jan Witalis (ur. 14 października 1948 w Sanoku, zm. 24 grudnia 2020 tamże) – działacz związkowy, nauczyciel, urzędnik. Działacz opozycji demokratycznej w okresie PRL.

## Życiorys
Syn Mikołaja (1903-1987, kierownika Sanockiego Ogniska Muzycznego i Urzędu Stanu Cywilnego w Sanoku do 1969) i Marii z domu Wychowanek (1904-1978, nauczycielka). Miał dwie siostry: Krystynę (1933-1995, po mężu Serafin) i Hannę.
Absolwent Liceum Ogólnokształcącego Męskiego w Sanoku z 1966. W 1972 ukończył studia filologii polskiej na Wyższej Szkole Pedagogicznej w Krakowie. Od 1972 do 1976 był nauczycielem w sanockich szkołach średnich: Technikum Mechanicznym i Zespole Szkół Zawodowych. W 1976 został dyrektorem Sanockiego Domu Kultury, działającego w budynku przy ul. Adama Mickiewicza 24.
Od września 1980 był działaczem NSZZ „Solidarność”. Przekazał Miejskiemu Komitetowi Zakładowemu lokal kierowanego przez siebie SDK, mieszczącego się w budynku przy ul. Adama Mickiewicza 24. Od 15 sierpnia 1981 był w Międzyzakładowej Komisji Koordynacyjnej NSZZ „Solidarność”. Po wprowadzeniu stanu wojennego współpracował i wspierał działaczy „Solidarności”, w grudniu 1981 był współzałożycielem i do października 1982 współwydawcą pisma „Biuletyn” (wraz z nim Piotr Kaczmarczyk i Marian Pilch).
W styczniu 1982 zdymisjonowany z funkcji dyrektora SDK, podejmuje pracę w Muzeum Budownictwa Ludowego, a 8 listopada 1982 został aresztowany w wyniku podjętego rozpracowania środowiska członków Solidarności w ramach SOS o kryptonimie „Skansen”, zatrzymania obejmują pracowników SFA, sanockiego Skansenu i grupy Witalisa w tym m.in. od 27 października do 8 listopada 1982 Andrzeja Szczepkowskiego, Marka Konika, Jana Nebesio, Kazimierza Hanusa, Tadeusza Prugara, Tadeusza Ogarka, Tadeusza Janczura, Mariana Pilcha, Michała Millera, Barbary Sokołowskiej, Wiesława Banacha, Jadwigi Koncewicz, Władysława Szulca, Piotra Wortykiewicza, Stanisława Terefinko i innych, po czym 31 grudnia 1982 zwolniony z więzienia. Został oskarżony m.in. o wydawanie i kolportaż „Biuletynu”, następnie 31 sierpnia Sąd Wojewódzki w Krośnie wydał postanowienie o umorzenia postępowanie przeciw niemu na mocy amnestii z lipca 1983. Łącznie przebywał 57 dni w areszcie śledczym w Sanoku.
Następnie był organizatorem manifestacji, inicjatorem umieszczenia tablica patriotycznych: dla uczczenia pamięci żołnierzy ZWZ-AK oraz żołnierzy 2 Pułku Strzelców Podhalańskich (odsłonięta 6 lipca 1986), poświęconej działalności NSZZ Solidarność Region Podkarpacie w latach 1980–2005 na fasadzie kościoła Przemienienia Pańskiego oraz poświęconej Grzegorzowi Przemykowi w kaplicy rektoralnej pw. św. Maksymiliana Marii Kolbego (odsłonięta 30 maja 1987), a także fundator (wraz z nim Tadeusz Gacek) tablicy upamiętniającej ks. Jerzego Popiełuszkę, która 19 października 1986 została przekazana przez delegację sanockiej „Solidarności” ks. Teofilowi Boguckiemu, proboszczowi parafii św. Stanisława Kostki w Warszawie, w którym została następnie wmurowana. Fundatorami byli Tadeusz Gacek i Marian Witalis. Tablica została następnie wmurowana w kościele św. Stanisława Kostki.
W latach 80. był rozpracowywany przez funkcjonariuszy Milicji Obywatelskiej i Urząd Spraw Wewnętrznych w ramach Sprawa Operacyjnego Sprawdzenia pod kryptonimem „Fotograf”.
W 1989 był działaczem sanockiego Komitetu Obywatelskiego „Solidarność” i organizatorem jego kampanii wyborczej przed wyborami parlamentarnymi 1989 i przed wyborami samorządowymi 1990. Od sierpnia 1990 do 2000 był kierownikiem Urzędu Rejonowego w Sanoku. W latach 90. działał w Unii Demokratycznej i Unii Wolności. W 1999 przeszedł na rentę.
Był członkiem Społecznego Komitetu Wydawniczego „San”, którego staraniem w 1992 wydano publikację pt. Kryptonim „San”. Żołnierze sanockiego Obwodu Związku Walki Zbrojnej – Armii Krajowej 1939–1944, autorstwa Andrzeja Brygidyna.

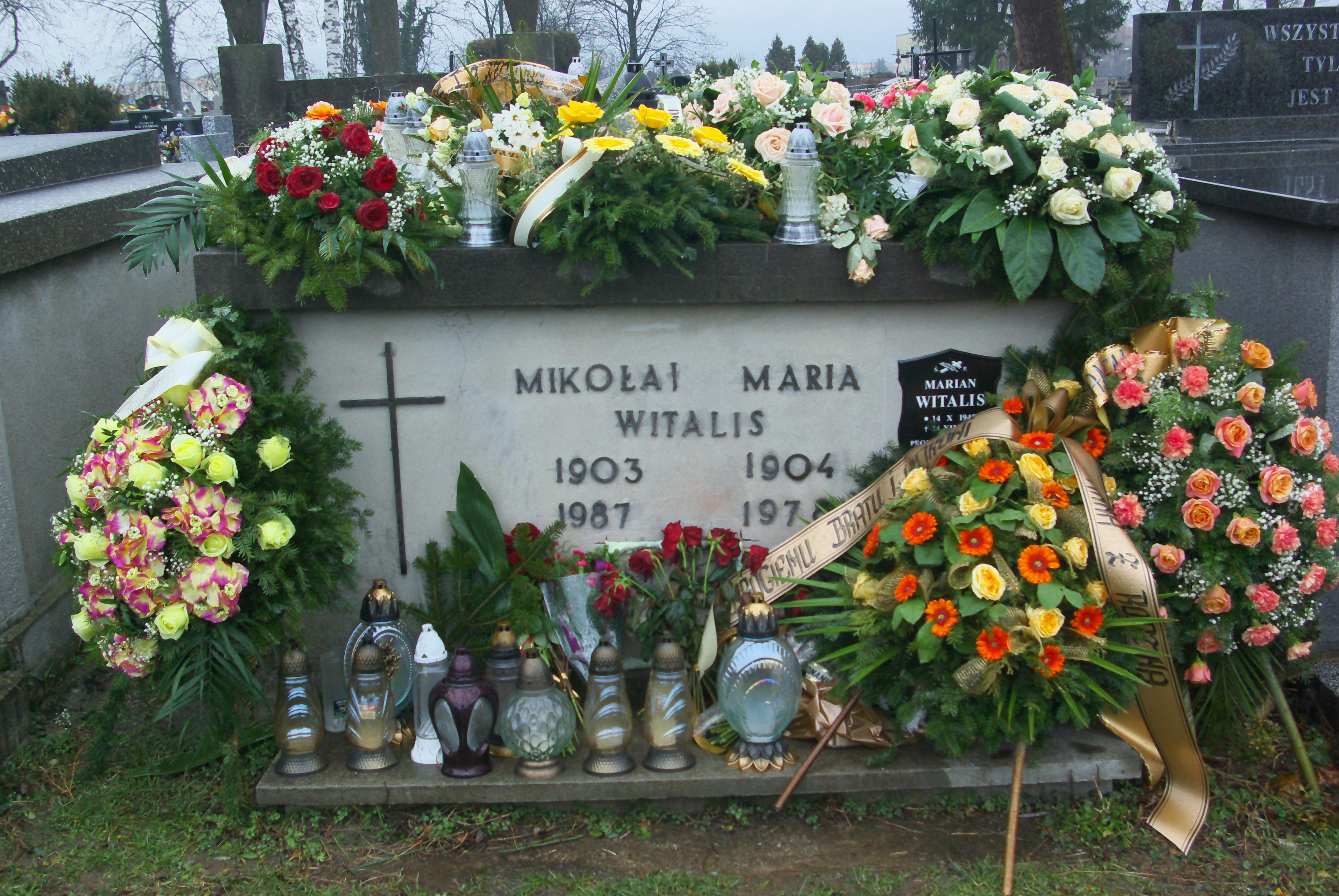
Grobowiec Witalisów w Sanoku

Zmarł 24 grudnia 2020. 31 grudnia 2020 urna z jego prochami została pochowana w grobowcu rodziców na Cmentarzu Centralnym w Sanoku.
Był żonaty z Haliną Witalis z d. Mazurek, miał troję dzieci, córki Monikę i Aleksandrę oraz syna Przemysława (1982-2013).

## Odznaczenia
W 2010 otrzymał tytuł „Zasłużony dla Regionu Podkarpacia NSZZ Solidarność” (2010). Postanowieniem z 14 sierpnia 2013 prezydenta RP Bronisława Komorowskiego został odznaczony Krzyżem Kawalerskim Orderu Odrodzenia Polski za wybitne zasługi w działalności na rzecz przemian demokratycznych w Polsce. Odznaczeni zostali wówczas inni działacze sanockiej „Solidarności”: Marian Kunc i Adam Ruchlewicz. Postanowieniem z 13 marca 2018 prezydenta RP Andrzeja Dudy został odznaczony Krzyżem Wolności i Solidarności zasługi w działalności na rzecz niepodległości i suwerenności Polski oraz respektowania praw człowieka w Polskiej Rzeczypospolitej Ludowej.